# Ланкен-Границ
Ланкен-Границ (нем. Lancken-Granitz) — община в Германии, в земле Мекленбург-Передняя Померания.
Входит в состав района Рюген. Подчиняется управлению Мёнхгут-Границ. Население составляет 383 человек (2009); в 2003 г. — 392. Занимает площадь 13,78 км².